# جون ر. فيليب
جون ر. فيليب (بالإنجليزية: John R. Philip)‏ هو عالم أسترالي، ولد في 18 يناير 1927، وتوفي في 26 يونيو 1999.